# دوون آرنولد
دوون آرنولد (انگلیسی: Devon Arnold؛ زادهٔ ۲۴ نوامبر ۲۰۰۱) بازیکن فوتبال اهل بریتانیا است.
از باشگاه‌هایی که در آن بازی کرده‌است می‌توان به باشگاه فوتبال یئوویل تاون اشاره کرد.